# 大庭岳輝
大庭 岳輝（おおば たける、1997年7月29日 - ）は、日本のバスケットボール選手。身長184cm、体重85kgで、ポジションはシューティングガード。

## 来歴
大阪府で生まれる。バスケットボール選手だった父の影響を受け、小学校1年生からバスケットボールを始める。当初は野球とバスケットボールの両方で活動していたが、小学六年生の前にどちらかを選ぶ必要に迫られ、バスケットボールを選んだ。
中学は長尾西中学校、高校はバスケットボール強豪校の洛南高校に進学、同級生は寺嶋良や荒川颯、1つ後輩に津屋一球や柳川幹也 がいた。怪我の影響もあり1、2年は試合の出場機会に恵まれなかったが、3年生でレギュラーを掴んだ。この年までインターハイ京都予選で44年連続優勝をしていた洛南高校だったが、この年は決勝でカロンジ ・カボンゴ・パトリック、岡田侑大を擁する東山高校に95-63の大差で敗れている。なおこの年はインターハイが京都開催だったため開催県枠でインターハイに出場は果たしていたが、初戦で敗退した。
高校卒業後は、洛南高校OBの京都産業大学バスケットボール部　丸岡祥人総監督の誘いで京都産業大学に進学し、同大バスケ部に入団した。2年次には関西学生秋季リーグ戦で優秀選手賞と得点王を受賞し、4年次ではチームキャプテンを務めた。また4年在学中の2019年12月26日に、京都ハンナリーズに特別指定選手として入団した。京都ハンナリーズでは8試合に出場　1試合平均4.6分の出場で、2.1得点　0.1リバウンド　0.1ブロックを記録した。
2020年6月には、京都ハンナリーズと正式な選手契約を結び、2020-21シーズンをプレーした。18試合に出場　1試合平均5.0分の出場で、1.4得点　0.2リバウンド　0.0ブロックを記録した。
2021年6月に横浜ビー・コルセアーズに移籍した。
2021-22シーズンは、55試合に出場(5先発)、１試合平均で11.7分出場、4.2得点、0.3アシスト、0.3スティールを記録した。
2025年6月に越谷アルファーズに移籍。

## 人物

### バスケットボールプレイヤーとしての特徴
- 自己評価では自分の武器として「シュート力」と答えている[1]。
- 2019-20シーズンの契約をした京都ハンナリーズからの評価は以下である。「京都ハンナリーズの次世代シューターです。恵まれた身体能力と、非凡なシュート力で得点を量産してくれます」[5]
- 2021-22シーズンの契約をした横浜ビー・コルセアーズからの評価は以下である、「恵まれた身体能力から関西大学リーグで得点王に輝いた、3ポイントシュートにこだわりを持つスコアラーです。第46回「関西学生バスケットボール選手権大会」でキャプテンとして優勝に貢献し、最優秀選手（MVP）に選ばれました。チームへの献身的な姿勢と得意としているシュートで、横浜ビー・コルセアーズに新しい風を呼び込んでくれると信じています」[6]

### その他
- 京都時代の背番号7の由来は「ラッキーセブン」から[1]
- 好きなバスケットシューズメーカーは「NIKE」[1]

## 個人記録
| シーズン   | チーム | GP | GS | MPG  | FG%  | 3P%  | FT%  | RPG | APG | SPG | BPG | TO  | PPG |
| ---------- | ------ | -- | -- | ---- | ---- | ---- | ---- | --- | --- | --- | --- | --- | --- |
| B1 2019-20 | 京都   | 8  | 0  | 4.6  | .500 | .429 | -    | 0.1 | 0.0 | 0.0 | 0.1 | 0.2 | 2.1 |
| B1 2020-21 | 京都   | 18 | 1  | 5.0  | .346 | .304 | -    | 0.2 | 0.2 | 0.2 | 0.0 | 0.1 | 1.4 |
| B1 2021-22 | 横浜   | 55 | 5  | 11.7 | .342 | .344 | .545 | 0.6 | 0.3 | 0.3 | 0.0 | 0.3 | 4.2 |